# Господари пакла 3: Пакао на земљи
Господари пакла 3: Пакао на земљи (енгл. Hellraiser III: Hell on Earth) амерички је натприродни сплатер хорор филм из 1992. године. Режирао га је Ентони Хикокс, а у главним улогама су Даг Бредли, Тери Фарел, Паула Маршал и Кевин Бернхард. Представља директан наставак филма Господари пакла 2: Пут у пакао из 1988. године. Инспирисан је ликовима Клајва Баркера, који је режирао први део и потписан је као извршни продуцент овог дела.
Филм је премијерно приказан на Дилан Дог хорор фесту у мају 1992, док га је продукцијска кућа Мирамакс дистрибуирала у биоскопима 11. септембра 1992. Иницијално, филм је имао позитивније оцене критичара и публике од другог дела, али се то временом променило. У рецензији Варајетија и Емпајера наводи се да је филм „високо комерцијалан” и добар наставак.
Године 1996. снимљен је нови наставак под насловом Господари пакла 4: Потомство (1996).

## Радња
Откривање свог стварног људског идентитета, на крају претходног дела, проузроковало је да Пинхед, вођа демона Сенобајта, постане подељен између два ентитета. Амбициозна телевизијска репортерка Џоан „Џои” Самерскил истражује његово мистериозно порекло.

## Улоге
| Глумац           | Улога                                    |
| ---------------- | ---------------------------------------- |
| Тери Фарел       | Џоан „Џои” Сумерскил                     |
| Даг Бредли       | Пинхед / капетан Елиот Спенсер           |
| Паула Маршал     | Тери / Дример Сенобајт                   |
| Кевин Бернхард   | Џеј Пи Монро / Пистонхед Сенобајт        |
| Кен Карпентер    | Данијел „Док” Фишер / Камерахед Сенобајт |
| Питер Аткинс     | Рик / Барби Сенобајт                     |
| Ејми Ли          | Сенди                                    |
| Брент Болтхаус   | Ди Џеј Сенобајт                          |
| Ерик Вилхем      | ЦД Сенобајт                              |
| Роберт Хамонд    | Чатерер Сенобајт                         |
| Клејтон Хил      | свештеник                                |
| Питер Г. Бојнтон | господин Самерскил                       |
| Ешли Лоуренс     | Кирсти Котон (камео)                     |